# Océane (actriu pornogràfica)
Océane (Christelle Henneman, París, 6 de gener de 1973) és una ex actriu pornogràfica francesa.
Va començar treballant com a secretària en una empresa venedora de mampares de dutxa. Al començament de la dècada de 1900 va conèixer al seu fugur company sentimental i l'actor pornogràfic Ian Scott, amb qui va començar a freqüentar clubs d'intercanvi de parelles. Va entrar en la indústria pornogràfica en 1995, amb 22 anys, realitzant el seu debut amb produccions de pornografia amateur sota la direcció de Laetitia.
Un cop va donar el salt al porno professional, va treballar per directors com Alain Payet, Marc Dorcel o Fred Coppula i per a estudis europeus o estatunidencs com Blue One, Elegant Angel, Metro, Hustler Video, Private, Wicked Pictures, VCA Pictures, Harmony Concepts, Channel 69, Digital Sin, New Sensations o Fat Dog, entre d'altres.
El 2001 va guanyar el Premi Hot d'Or que la reconeixia com a Millor actriu francesa de l'any. També en aquest curs, va ser nominada als Premis AVN en la categoria de Millor escena de sexe en producció estrangera. per Private XXX 11.
Es va retirar de la indústria com a actriu un any més tard, en 2002, havent aparegut en un total de 132 pel·lícules.